# 俄罗斯联邦列宁主义共产主义青年联盟
俄罗斯联邦列宁主义共产主义青年联盟（俄语：Ленинский коммунистический союз молодёжи Российской Федерации，缩写为，拉丁转写：Leninskiĭ kommunisticheskiĭ soyuz molodëzhi Rossiĭskoĭ Federatsii，缩写为LKSM RF）是俄罗斯联邦共产党的青年翼。该组织成立于1999年。在2011年2月前，该组织又称俄罗斯联邦共产主义青年联盟。该组织的意识形态是共产主义、马克思列宁主义和社会主义爱国主义。该组织的书记是阿纳托利·多尔加乔夫。该组织是世界民主青年联盟的成员。该组织曾派代表参加欧洲共产主义青年组织会议。2013年，该组织有4万名成员。2004年—2013年第一书记为尤里·阿福宁。